# Tomu Sione
Sir Tomu Malaefone Sione, GCMG, OBE, (* 17. November 1941; † April 2016) war 1993–94 Generalgouverneur des im Pazifik gelegenen Staates Tuvalu.

## Mitglied des Parlaments
Tomu Sione arbeitete 1962–68 als Journalist. Er wurde bei den allgemeinen Wahlen von 1974 gewählt, den Wahlkreis Niutao im Parlament der Kolonie der Gilbert- und Elliceinseln zu repräsentieren. Nach der Trennung von Tuvalu und Kiribati war er Mitglied der Versammlung der Kolonie von Tuvalu.
Nach der Unabhängigkeit wurde Tomu Sione in den Wahlen am 27. August 1977 gewählt, den Wahlkreis Niutao im Parlament von Tuvalu repräsentieren.

## Generalgouverneur
Sione war 1993–94 Generalgouverneur von Tuvalu, als Vertreter der  Königin Elisabeth II., die das Staatsoberhaupt von Tuvalu ist.

## Später politische Karriere
Etwas ungewöhnlich für einen ehemaligen Generalgouverneur, der dieses höchste Amt bekleidet hatte, kandidiere Sione später wieder für das Parlament. Er wurde von den Wahlkreis Niutao gewählt und diente 1998–2002 als Sprecher des Parlaments von Tuvalu.
Er bekam 2001 den Orden von St. Michael and St. George (GCMG) verliehen.
Sione verlor seinen Sitz in der allgemeinen Wahlen 2002, aber er wurde bei den allgemeinen Wahlen von Tuvalu 2006 wiedergewählt und wurde nachfolgend zum Vorsitzenden der parlamentarischen Fraktion in der Verwaltung des Premierministers von Tuvalu Apisai Ielemia ernannt.
Er vertrat den Wahlkreis von Niutao, bis zu den allgemeinen Wahlen von Tuvalu 2010.